# سعاد حميدو
سعاد حميدو (بالفرنسية: Souad Amidou)‏ هي ممثلة وكاتبة سيناريو ومخرجة فرنسية من أصل مغربي من مواليد 4 يوليو 1959.
وهي ابنة الممثل حميدو بنمسعود.

## وصلات خارجية
- سعاد حميدو على موقع IMDb (الإنجليزية)
- سعاد حميدو على موقع ألو سيني (الفرنسية)
- سعاد حميدو على موقع أول موفي (الإنجليزية)
- سعاد حميدو على موقع قاعدة بيانات الأفلام السويدية (السويدية)
- سعاد حميدو على موقع قاعدة بيانات الفيلم (الإنجليزية)
- سعاد حميدو على موقع كينوبويسك (الروسية)

- سعاد حميدو على موقع IMDB
- سعاد حميدو على موقع allocine